# Толстопятов, Николай Валериевич
Никола́й Вале́риевич Толстопя́тов (род. 12 мая 2002, Заозёрное, АР Крым, Украина) — российский футболист, защитник клуба «Нефтехимик».

## Биография
Уроженец посёлка Заозёрное. Футболом начал заниматься в ДЮСШ города Евпатория.
В январе 2018 года перешёл в академию московского «Спартака». В составе молодёжной команды стал серебряным призёром молодёжного первенства в сезоне 2018/19.
17 июля 2021 года дебютировал на профессиональном уровне за «Спартак-2» в матче против московского «Торпедо».
7 июля 2022 года на правах аренды присоединился к клубу «КАМАЗ». После окончания срока аренды вернулся в «Спартак».
5 июля 2023 был арендован с правом выкупа клубом «Пари Нижний Новгород». 5 февраля 2024 года был арендован саратовским «Соколом» до конца сезона 2023/24. 24 июня 2024 года перешёл в «Нефтехимик».

## Статистика выступлений
| Выступление       | Выступление      | Выступление      | Лига | Лига | Кубки | Кубки | Итого | Итого |
| Клуб              | Лига             | Сезон            | Игры | Голы | Игры  | Голы  | Игры  | Голы  |
| ----------------- | ---------------- | ---------------- | ---- | ---- | ----- | ----- | ----- | ----- |
| → Спартак-2       | Первый дивизион  | 2021/22          | 18   | 0    | —     | —     | 18    | 0     |
| → Спартак-2       | Итого            | Итого            | 18   | 0    | —     | —     | 18    | 0     |
| → КАМАЗ           | Первая лига      | 2022/23          | 25   | 0    | 1     | 0     | 26    | 0     |
| → КАМАЗ           | Итого            | Итого            | 25   | 0    | 1     | 0     | 26    | 0     |
| → Пари НН         | РПЛ              | 2023/24          | 3    | 0    | 2     | 0     | 5     | 0     |
| → Пари НН         | Итого            | Итого            | 3    | 0    | 2     | 0     | 5     | 0     |
| → Сокол (Саратов) | Первая лига      | 2023/24          | 5    | 0    | 0     | 0     | 5     | 0     |
| → Сокол (Саратов) | Итого            | Итого            | 5    | 0    | 0     | 0     | 5     | 0     |
| Нефтехимик        | Первая лига      | 2024/25          | 28   | 0    | 1     | 0     | 29    | 0     |
| Нефтехимик        | Первая лига      | 2025/26          | 5    | 0    | 0     | 0     | 5     | 0     |
| Нефтехимик        | Итого            | Итого            | 33   | 0    | 1     | 0     | 34    | 0     |
| Всего за карьеру  | Всего за карьеру | Всего за карьеру | 102  | 6    | 9     | 0     | 111   | 6     |

## Достижения
«Спартак» (Москва)
- Серебряный призёр молодёжного первенства России: 2018/19